# Nicopolis
Nicopolis (tiếng Hy Lạp cổ: Νικόπολις Nikópolis, "Thành phố Chiến thắng") hay Actia Nicopolis là thủ phủ của tỉnh Epirus Vetus thuộc La Mã. Nó nằm ở phía tây của bang hiện đại Hy Lạp ngày nay. Thành phố được Caesar Augustus thành lập năm 29 TCN để tưởng nhớ chiến thắng của ông trong năm 31 TCN trước Antony và Cleopatra trong trận Actium gần đó. Nó đã nhanh chóng trở thành thành phố lớn của khu vực rộng lớn thuộc vùng Epirus. Nhiều di tích lịch sử của thành phố cổ có thể được ghé thăm ngày nay, mặc dù ngày nay thành phố cổ có liên quan đến tên Preveza, một nơi cách 7 kilômét (4 dặm) về phía nam của Nicopolis.